# Friedrich von Kielmansegg
Friedrich von Kielmansegg, né le 17 décembre 1768 et mort le 18 juillet 1851 à Hanovre, est un militaire allemand au service de l'électorat puis du royaume de Hanovre. Il s'illustre notamment pendant la campagne de Belgique de 1815 où il participe à la bataille de Waterloo.